# Ян II Казимир
Ян II Казими́р Ва́за (пол. Jan II Kazimierz Waza, лит. Jonas Kazimieras Vaza, бел. Ян II Казімір Ваза; 22 марта 1609, Краков, Польша — 16 декабря 1672, Невер, Франция) — последний, третий король польский и великий князь литовский из династии Ваза (правил в 1648—1668 годах), князь опольский (Верхняя Силезия), также в 1648—1660 годах именовал себя королём Швеции. Родителями короля были Сигизмунд III (1566—1632) и Констанция Австрийская (1588—1631). Непосредственным предшественником на троне был его старший единокровный брат — Владислав IV.

## Королевский титул
Королевский титул на латыни: Ioannes Casimirus, Dei Gratia rex Poloniae, magnus dux Lithuaniae, Russie, Prussiae, Masoviae, Samogitiae, Livoniae, Smolenscie, Severiae, Czernichoviaeque; nec non Suecorum, Gothorum, Vandalorumque haereditarius rex, etc.
Русский перевод: Ян Казимир, милостью Божьей король польский, великий князь литовский, русский, прусский, мазовецкий, жемайтский, ливонский, смоленский, северский, черниговский, а также наследный король шведов, готов, вендов.
(под «готами» понимались гёты — скандинавское население шведской провинции Гёталанд на полуострове Сконе, а также о-ва Готланд; венды отождествлялись со славянским населением Померании).

## Биография
Его отец Сигизмунд, внук Густава Вазы, короля Швеции, унаследовал от своего отца шведский трон, но в 1599 году был свергнут своим дядей, Карлом IX. Это привело к продолжительным конфликтам, в которых польские короли из династии Ваза предъявляли претензии на шведский престол. В итоге череда польско-шведских войн 1600—1629 годов завершилась территориальными уступками Речи Посполитой в пользу Швеции по Альтмаркскому и Штумсдорфскому перемириям. Польша и Швеция также участвовали в Тридцатилетней войне по разные стороны, хотя Польша в основном сумела уклониться от участия в каких-либо масштабных военных действиях.
Ян II Казимир родился в воскресенье, 22 марта 1609 года, был старшим из выживших сыновей короля Сигизмунда III от второго брака, и последним из династии Ваза, родившимся в краковском замке Вавель, который был королевской резиденцией до переноса столицы в Варшаву. Он рос в скромных условиях в королевском замке в Варшаве.
Ян Казимир большую часть своей жизни провёл в тени своего брата, Владислава IV. До вступления на трон путешествовал и принимал участие в Тридцатилетней войне.

## Правление

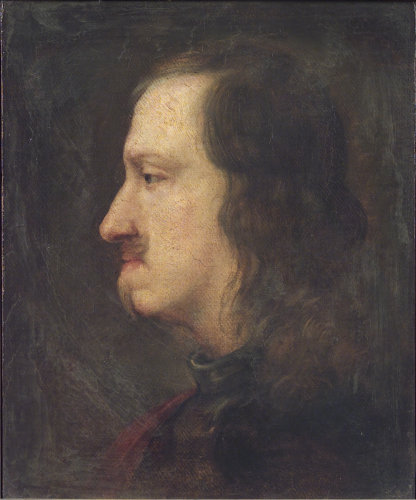
Ю. Сустерманс. Портрет польского принца (Яна Казимира ?). 1630-е. Академия Святого Луки, Рим

В 1648 году Ян Казимир был избран вслед за единокровным братом, Владиславом IV, королём Речи Посполитой.
На годы его правления пришлось три войны, потрясших Речь Посполитую. В 1648—1649 и 1651—1654 годах в восточной части Речи Посполитой шла постоянная гражданская война, которая получила название восстания Хмельницкого. Православные казаки и крестьяне восстали против господства польской католической знати. Переяславская рада и вхождение новообразованной Гетманщины в состав Российского царства привело к русско-польской войне 1654—1667 годов. Войска России в 1654—1655 годах прорвали оборону литовцев и завоевали значительную часть Великого княжества Литовского. Польско-русская война в 1656—1660 годах прерывалась из-за начала польско-шведской войны (1655—1660), названной «Шведский потоп», потому что почти вся Речь Посполитая была захвачена шведами.
Изгнание шведов и смена внешнеполитического курса в Гетманщине позволили Речи Посполитой перейти в наступление в русско-польской войне и восстановить контроль над всеми землями Великого княжества Литовского, а также над Правобережной Украиной. Однако Московский поход Яна II Казимира оказался провальным и привёл к крупным потерям. В последующие годы коронные войска были вынуждены подавлять антипольское восстание на Правобережье. В результате, Россия и Речь Посполитая зафиксировали статус-кво в Андрусовском перемирии 1667 года.
Под влиянием Николая Циховского в 1658 году был принят эдикт об изгнании ариан за сотрудничество со шведами. Король Ян Казимир попытался сосредоточить власть в своих руках, но это привело к резкому недовольству шляхты, обладавшей законным влиянием на государственные дела, и король отрёкся от польского трона в 1668 году.

## После отречения
Ян Казимир отрёкся от престола 16 сентября 1668 года, а 30 апреля 1669 года он уехал во Францию. В Париже он получил очень доходное аббатство Сен-Жермен-де-Пре, став его 76-м аббатом. Ян Казимир умер спустя четыре года после отречения 16 декабря 1672 года. По всей видимости, причиной смерти стал инсульт: он перенес приступ после получения известия о взятии турками Каменца-Подольского. Его тело захоронено 31 января 1676 года в Вавельском соборе, а его сердце покоится в аббатстве Сен-Жермен-де-Пре.

## Образ Яна II Казимира в кино
- «Потоп» / пол. «Potop» (1974; Польша) по мотивам одноимённого романа Генрика Сенкевича. Режиссёр — Ежи Гофман, в роли короля Яна II Казимира — Пётр Павловский.
- «Огнём и мечом» / пол. «Ogniem i mieczem» (1999; Польша) по мотивам одноимённого романа Генрика Сенкевича. Режиссёр — Ежи Гофман, в роли короля Яна Казимира — Марек Кондрат.

## Галерея

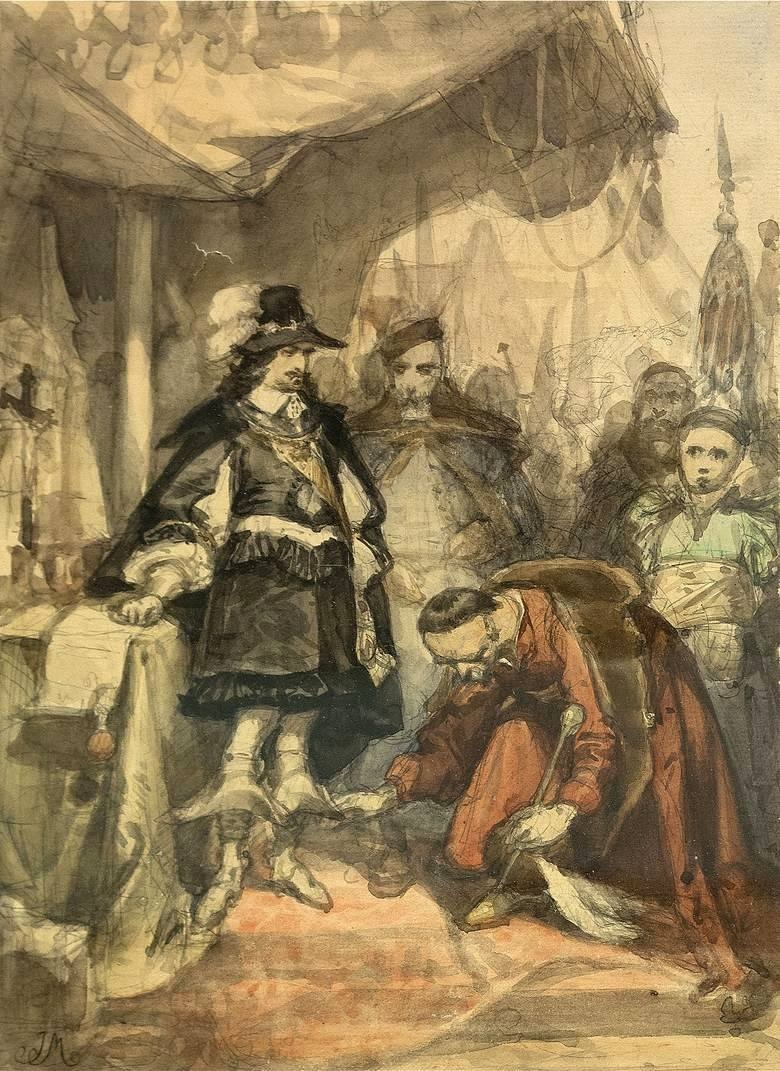
Присяга Богдана Хмельницкого под Зборовом. Картина Яна Матейко
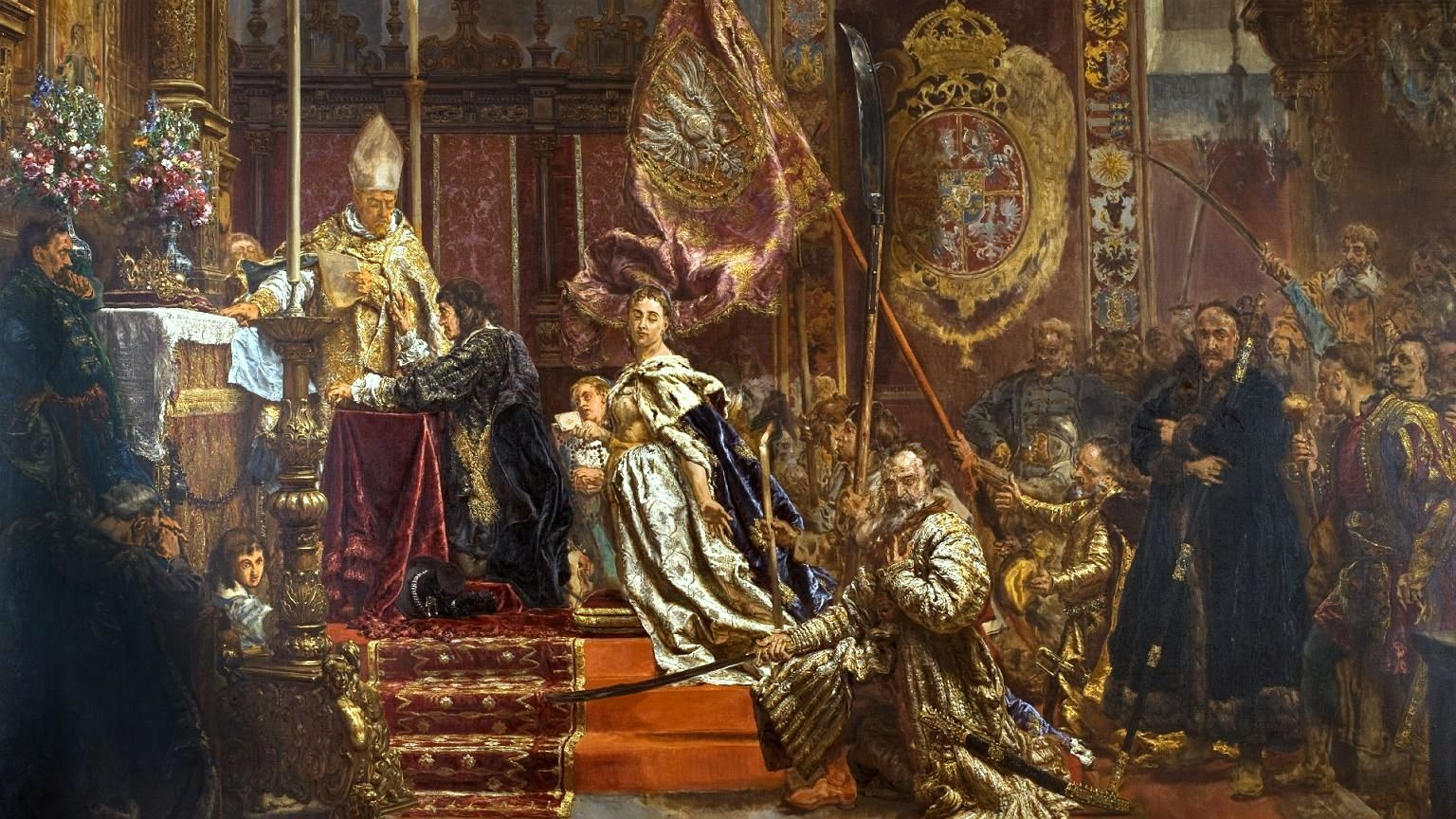
Присяга Яна Казимира. Картина Яна Матейко